# 田中純夫
田中 純夫（たなか よしお、1930年〈昭和5年〉5月5日 - ）は、日本の元競泳選手。

## 経歴
広島市に生まれる。5歳頃から水泳を始めた。広島市立広瀬小学校、広島県立広島第二中学校を経て、1949年（昭和24年）早稲田大学に入学する。
大学在学中、1952年ヘルシンキオリンピックに競泳日本代表として男子400m自由形に出場し14位に終わった。